# 林登鮑姆引理
在數理邏輯中，林登鮑姆引理，得名於阿道夫•林登鮑姆，聲稱一階邏輯的任意一致理論都能被拓展成完備的一致理論。
此引理是邏輯代數中超濾子引理的特殊狀況，適用於一個理論的林登鮑姆代數。

## 歷史
林登鮑姆並沒有發表這個引理；最初是由阿爾弗雷德·塔斯基將這個引理歸功於他的。

## 用途
此引理被用於哥德爾不完備定理和其他地方。

## 推廣
根據哥德爾不完備定理，此引理的有效性版本：「任何一致的遞迴可枚舉理論都能被拓展成完備且一致的遞迴可枚舉理論」並不成立（因為皮亞諾算術是一致的) 。

## 備註
1. ↑  Tarski, A. On Fundamental Concepts of Metamathematics, 1930.